# Elezioni generali in Messico del 2024
Le elezioni generali in Messico del 2024 si sono tenute il 2 giugno per il rinnovo della Presidenza e del Congresso dell'Unione, il parlamento del paese.
Esse hanno visto non solo la vittoria della candidata Claudia Sheinbaum, divenuta così la prima Presidente donna del paese con un solido margine del 61,18% dei voti, ma anche, a livello parlamentare, la vittoria della sua coalizione, che ha difatti ottenuto una super maggioranza in entrambe le camere del Congresso dell'Unione.
Poiché la Costituzione permette un solo mandato, il Presidente uscente, Andrés Manuel López Obrador, non ha potuto presentarsi per la rielezione.

## Sistema elettorale
- Urne elettorali a Città del Messico;
- Le schede elettorali utilizzate per le elezioni presidenziali;
- Un'elettrice con disabilità esercita il suo diritto di voto in una postazione riservata;
- Un’elettrice viene macchiata con un inchiostro elettorale indelebile subito dopo il voto;

### Presidenziali
Per le elezioni presidenziali, la legge elettorale messicana (Art. 12) prevede l’applicazione di un sistema maggioritario secco, secondo cui è dichiarato eletto il candidato che ottenga il maggior numero dei voti (Plurality).

### Congressuali
Per le elezioni parlamentari, invece, la legge elettorale, definita anche dalla stessa Legge fondamentale (Artt. 52, 54, 56), determina una separazione dei sistemi utilizzati in base alla Camera:

#### Camera dei Deputati
Per le elezioni della Camera dei Deputati, infatti, la quale rinnova tutti i suoi componenti ogni tre anni, la legge elettorale prevede l’applicazione di un sistema elettorale misto. Nello specifico:
- 300 seggi sono eletti, secondo il sistema maggioritario secco in altrettanti collegi uninominali;

- I restanti 200 seggi, invece, sono eletti secondo il sistema proporzionale, attuato in 5 collegi plurinominali, e con una successiva traduzione delle preferenze in seggi secondo il Metodo del quoziente e dei più alti resti con metodo di Hamilton.[15][14]

#### Senato
Per le elezioni del Senato della Repubblica, infine, il quale rinnova invece tutti i suoi componenti ogni sei anni, è prevista un’elezione sempre secondo un sistema elettorale misto, sebbene differente da quello della Camera. Nello specifico:
- 96 seggi sono assegnati secondo un sistema maggioritario limitato in 32 collegi plurinominali, dove, poiché ciascuno elegge tre senatori, la legge elettorale afferma che la formazione che ottenga più voti riceva due seggi (Mayoría Relativa - MR), mentre l’ultimo seggio sia assegnato alla formazione giunta seconda in quella determinata zona (Primera Minoría - PM);
- I restanti 32 seggi, infine, sono assegnati secondo il sistema proporzionale all’interno di un collegio unico nazionale.[16][14]

## Candidati e campagna elettorale

### Candidati alle presidenziali

#### Sigamos Haciendo Historia
Sigamos Haciendo Historia ("Continuiamo a fare la storia") è la coalizione di sinistra che sostiene il presidente uscente Andrés Manuel López Obrador. Comprende MORENA, il Partito del Lavoro (PT) e il Partito Verde Ecologista del Messico (PVEM). È l'erede della coalizione Juntos Hacemos Historia ("Insieme facciamo la storia"), composta dagli stessi partiti. 
L'11 giugno 2023 la coalizione ha annunciato un processo di selezione interna per individuare il proprio candidato alle presidenziali. Il primo ad annunciare la propria candidatura è stato il ministro degli esteri Marcelo Ebrard, seguito dal capo del governo di Città del Messico Claudia Sheinbaum. Gli altri candidati sono stati Adán Augusto López, Gerardo Fernández Noroña, Ricardo Monreal e Manuel Velasco.
Il processo di selezione interna si è articolato in cinque sondaggi d'opinione condotti tra il 28 agosto e il 4 settembre. Il 6 settembre 2023 Claudia Sheinbaum è stata dichiarata vincitrice.

#### Fuerza y Corazón por México
Fuerza y Corazón por México ("Forza e cuore per il Messico") è la principale coalizione di opposizione e comprende il Partito Azione Nazionale (PAN), il Partito Rivoluzionario Istituzionale (PRI) e il Partito della Rivoluzione Democratica (PRD). È l'erede della coalizione Frente Amplio por México ("Fronte Ampio per il Messico"), composta dagli stessi partiti. 
La coalizione ha organizzato un processo di selezione interno per individuare il proprio candidato alla presidenza. In una prima fase è stato richiesto ai candidati di raccogliere 150.000 firme da almeno 17 delle 32 entità federali del Messico. Al termine di questa fase sono state ufficializzate quattro candidature: Xóchitl Gálvez, Beatriz Paredes, Santiago Creel ed Enrique de la Madrid.
La fase successiva si è articolata in tre sondaggi d'opinione condotti a partire dall'11 agosto. Il 31 agosto 2023, in seguito all'esito secondo sondaggio, il PRI ha ritirato la candidatura di Beatriz Paredes e ha annunciato il proprio appoggio a Xóchitl Gálvez, indipendente sostenuta dal PAN. Il giorno stesso la Gálvez è stata nominata candidata unica della coalizione.

#### Movimento Cittadino
Il 29 agosto 2023 Dante Delgado, leader del Movimento Cittadino (MC), ha annunciato che il partito non avrebbe aderito alla coalizione Fuerza y Corazón por México e avrebbe corso alle presidenziali con un proprio candidato. 
Sono state avanzate otto candidature: Indira Kempis Martínez, Samuel García, Ana María Moreno Hernández, Lorena Romo Vite, Francisco Javier Rodriguez Espejel, Javier Gerardo Limones Cerniceros, Benjamín Antonio Russek de Garay ed Ernesto Miguel Sánchez Ruiz. 
Il 17 novembre, il partito ha scelto Samuel García, governatore del Nuevo León, come candidato alla presidenza. Tuttavia, il 2 dicembre García si è ritirato in seguito a una crisi politica nel suo Stato. Il successivo 10 gennaio il deputato Jorge Álvarez Máynez è stato designato come nuovo candidato del partito alla presidenza.

### Partiti e coalizioni alle parlamentari
| Coalizioni                                                 | Partiti | Partiti | Partiti                               | Ideologia                                                                        | Collocazione      |
| ---------------------------------------------------------- | ------- | ------- | ------------------------------------- | -------------------------------------------------------------------------------- | ----------------- |
| Continuiamo a Fare la Storia (Sigamos Haciendo Historia)   |         |         | Movimento Rigenerazione Nazionale     | - Socialismo democratico - Progressismo - Nazionalismo di sinistra               | Sinistra          |
| Continuiamo a Fare la Storia (Sigamos Haciendo Historia)   |         |         | Partito del Lavoro                    | - Socialismo del XXI secolo - Nazionalismo di sinistra - Laburismo               | Sinistra radicale |
| Continuiamo a Fare la Storia (Sigamos Haciendo Historia)   |         |         | Partito Verde Ecologista del Messico  | - Ambientalismo - Conservatorismo - Neoliberismo                                 | Centro-destra     |
|                                                            |         |         |                                       |                                                                                  |                   |
| Forza e Cuore per il Messico (Fuerza y Corazón por México) |         |         | Partito Azione Nazionale              | - Liberalismo conservatore - Cristianesimo democratico - Conservatorismo sociale | Centro-destra     |
| Forza e Cuore per il Messico (Fuerza y Corazón por México) |         |         | Partito Rivoluzionario Istituzionale  | - Liberalismo - Corporativismo - Neoliberismo                                    | Centro            |
| Forza e Cuore per il Messico (Fuerza y Corazón por México) |         |         | Partito della Rivoluzione Democratica | - Socialdemocrazia                                                               | Centro-sinistra   |
|                                                            |         |         |                                       |                                                                                  |                   |
|                                                            |         |         | Movimento Cittadino                   | - Socialdemocrazia - Progressismo - Democrazia diretta                           | Centro-sinistra   |
|                                                            |         |         |                                       |                                                                                  |                   |

### Dibattiti televisivi
In occasione delle elezioni presidenziali l'Istituto Nazionale Elettorale ha organizzato tre dibattiti televisivi ai quali hanno preso parte tutti e tre i candidati. 
| Data           | Luogo                                                       |
| -------------- | ----------------------------------------------------------- |
| 7 aprile 2024  | Sede dell'Istituto Nazionale Elettorale, Città del Messico  |
| 28 aprile 2024 | Estudios Churubusco, Città del Messico                      |
| 19 maggio 2024 | Centro Cultural Universitario Tlatelolco, Città del Messico |

## Risultati

### Presidenziali
| Claudia Sheinbaum        | Movimento di Rigenerazione Nazionale (MORENA) | 35 924 519 | 61,18 |  |  |  |  |  |
| Xóchitl Gálvez           | Partito Azione Nazionale (PAN)                | 16 502 697 | 28,11 |  |  |  |  |  |
| Jorge Máynez             | Movimento Cittadino (MC)                      | 6 204 710  | 10,57 |  |  |  |  |  |
| Candidati non registrati | —                                             | 83 114     | 0,14  |  |  |  |  |  |
| Totale                   | Totale                                        | 58 715 040 | 100   |  |  |  |  |  |
|                          |                                               |            |       |  |  |  |  |  |
| Voti non validi          | Voti non validi                               | 1 400 144  | 2,33  |  |  |  |  |  |
| Votanti                  | Votanti                                       | 60 115 184 | 61,05 |  |  |  |  |  |
| Elettori                 | Elettori                                      | 98 468 994 |       |  |  |  |  |  |

| Claudia Sheinbaum        |  | 61,18% |
| Xóchitl Gálvez           |  | 28,11% |
| Jorge Máynez             |  | 10,57% |
| Candidati non registrati |  | 0,14%  |

### Camera dei Deputati
| Liste                                            | Maggioritario | Maggioritario | Maggioritario | Proporzionale | Proporzionale | Proporzionale | Totale seggi |  |
| Liste                                            | Voti          | %             | Seggi         | Voti          | %             | Seggi         | Totale seggi |  |
| ------------------------------------------------ | ------------- | ------------- | ------------- | ------------- | ------------- | ------------- | ------------ |  |
| Liste comuni di coalizione (MORENA - PVEM - PT)  | 27 446 014    | 48,26         | 219           | 0             | 0,00          | —             | 219          |  |
| Movimento Rigenerazione Nazionale (MORENA)       | 3 686 979     | 6,48          | 37            | 24 286 317    | 42,40         | 87            | 124          |  |
| Partito Verde Ecologista del Messico (PVEM)      | 676 092       | 1,19          | —             | 4 993 988     | 8,72          | 18            | 13           |  |
| Partito del Lavoro (PT)                          | 507 604       | 0,89          | —             | 3 254 718     | 5,68          | 12            | 12           |  |
| Totale di coalizione Sigamos Haciendo Historia   | 32 316 689    | 56,82         | 256           | 33 421 610    | 58,35         | 117           | 373          |  |
| Liste comuni di coalizione (PAN - PRI - PRD)     | 17 493 425    | 30,76         | 39            | 0             | 0,00          | —             | 39           |  |
| Partito Azione Nazionale (PAN)                   | 372 670       | 0,66          | 3             | 10 049 375    | 17,55         | 36            | 39           |  |
| Partito Rivoluzionario Istituzionale (PRI)       | 101 574       | 0,18          | —             | 6 623 796     | 11,57         | 24            | 51           |  |
| Partito della Rivoluzione Democratica (PRD)      | 20 374        | 0,04          | —             | 1 449 660     | 2,53          | 1             | 1            |  |
| Totale di coalizione Fuerza y Corazón por Mexico | 17 988 043    | 31,63         | 42            | 18 000 854    | 31,43         | 60            | 102          |  |
| Movimento Cittadino (MC)                         | 6 446 537     | 11,34         | 1             | 6 497 404     | 11,34         | 23            | 24           |  |
| Indipendenti (IND)                               | 72 012        | 0,13          | 1             | 72 012        | 0,13          | —             | 1            |  |
| Candidati non registrati                         | 48 871        | 0,09          | —             | 47 092        | 0,08          | —             | —            |  |
| Totale                                           | 56 872 152    | 100           | 300           | 57 274 362    | 100           | 200           | 500          |  |
|                                                  |               |               |               |               |               |               |              |  |
| Schede nulle                                     | 2 162 171     | 3,66          |               | 2 369 932     | 3,97          |               |              |  |
| Votanti                                          | 59 034 323    | 59,95         |               | 59 644 294    | 60,57         |               |              |  |
| Elettori                                         | 98 468 994    |               |               | 98 468 994    |               |               |              |  |

| Riepilogo dei seggi (+/- elezioni 2021) | Riepilogo dei seggi (+/- elezioni 2021) | Riepilogo dei seggi (+/- elezioni 2021) | Riepilogo dei seggi (+/- elezioni 2021) | Riepilogo dei seggi (+/- elezioni 2021) | Riepilogo dei seggi (+/- elezioni 2021) | Riepilogo dei seggi (+/- elezioni 2021) |
| --------------------------------------- | --------------------------------------- | --------------------------------------- | --------------------------------------- | --------------------------------------- | --------------------------------------- | --------------------------------------- |
|                                         |                                         |                                         |                                         |                                         |                                         |                                         |
| PT                                      | 50                                      | ▲ 12                                    |                                         | MORENA                                  | 248                                     | ▲ 50                                    |
| PVEM                                    | 75                                      | ▲ 31                                    |                                         | IND                                     | 1                                       | ▲ 1                                     |
| MC                                      | 24                                      | ▲ 1                                     |                                         | PRD                                     | 1                                       | ▼ 14                                    |
| PRI                                     | 33                                      | ▼ 37                                    |                                         | PAN                                     | 68                                      | ▼ 46                                    |

### Senato della Repubblica
| Liste                                            | Maggioritario | Maggioritario | Maggioritario | Proporzionale | Proporzionale | Proporzionale | Totale seggi |  |
| Liste                                            | Voti          | %             | Seggi         | Voti          | %             | Seggi         | Totale seggi |  |
| ------------------------------------------------ | ------------- | ------------- | ------------- | ------------- | ------------- | ------------- | ------------ |  |
| Liste comuni di coalizione (MORENA - PVEM - PT)  | 21 731 737    | 38,08         | 39            | 0             | 0,00          | —             | 39           |  |
| Movimento Rigenerazione Nazionale (MORENA)       | 7 526 453     | 13,19         | 21            | 24 484 943    | 42,48         | 14            | 35           |  |
| Partito Verde Ecologista del Messico (PVEM)      | 2 298 726     | 4,03          | 4             | 5 357 959     | 9,30          | 3             | 7            |  |
| Partito del Lavoro (PT)                          | 1 215 172     | 2,13          | —             | 3 214 708     | 5,58          | 2             | 2            |  |
| Totale di coalizione Sigamos Haciendo Historia   | 32 772 088    | 57,43         | 64            | 33 421 610    | 57,99         | 19            | 83           |  |
| Liste comuni di coalizione (PAN - PRI - PRD)     | 16 244 373    | 28,47         | 29            | 0             | 0,00          | —             | 29           |  |
| Partito Azione Nazionale (PAN)                   | 1 148 920     | 2,01          | 1             | 10 107 537    | 17,54         | 6             | 7            |  |
| Partito Rivoluzionario Istituzionale (PRI)       | 316 636       | 0,55          | —             | 6 530 305     | 11,33         | 4             | 4            |  |
| Partito della Rivoluzione Democratica (PRD)      | 76 082        | 0,13          | —             | 1 363 012     | 2,36          | —             | —            |  |
| Totale di coalizione Fuerza y Corazón por Mexico | 17 786 011    | 31,17         | 30            | 18 000 854    | 31,23         | 10            | 40           |  |
| Movimento Cittadino (MC)                         | 6 460 220     | 11,32         | 2             | 6 528 238     | 11,33         | 3             | 5            |  |
| Candidati non registrati                         | 46 230        | 0,08          | —             | 47 092        | 0,08          | —             | —            |  |
| Totale                                           | 57 064 549    | 100           | 96            | 57 633 794    | 100           | 32            | 128          |  |
|                                                  |               |               |               |               |               |               |              |  |
| Schede nulle                                     | 2 326 742     | 3,92          |               | 2 369 932     | 3,95          |               |              |  |
| Votanti                                          | 59 391 291    | 60,31         |               | 60 003 726    | 60,94         |               |              |  |
| Elettori                                         | 98 468 994    |               |               | 98 468 994    |               |               |              |  |

| Riepilogo dei seggi (+/- elezioni 2018) | Riepilogo dei seggi (+/- elezioni 2018) | Riepilogo dei seggi (+/- elezioni 2018) | Riepilogo dei seggi (+/- elezioni 2018) | Riepilogo dei seggi (+/- elezioni 2018) | Riepilogo dei seggi (+/- elezioni 2018) | Riepilogo dei seggi (+/- elezioni 2018) |
| --------------------------------------- | --------------------------------------- | --------------------------------------- | --------------------------------------- | --------------------------------------- | --------------------------------------- | --------------------------------------- |
|                                         |                                         |                                         |                                         |                                         |                                         |                                         |
| PT                                      | 9                                       | ▲ 3                                     |                                         | MORENA                                  | 60                                      | ▲ 5                                     |
| PVEM                                    | 14                                      | ▲ 7                                     |                                         | MC                                      | 5                                       | ▼ 2                                     |
| PRD                                     | 2                                       | ▼ 7                                     |                                         | PRI                                     | 16                                      | ▲ 3                                     |
| PAN                                     | 22                                      | ▼ 1                                     |                                         |                                         |                                         |                                         |